# Saint-Julien-d'Oddes
 Saint-Julien-d'Oddes  es una población y comuna francesa, situada en la región de Ródano-Alpes, departamento de Loira, en el distrito de Roanne y cantón de Saint-Germain-Laval.

## Demografía
| 262 | 275 | 217 | 248 | 252 | 258 |
| Para los censos de 1962 a 1999 la población legal corresponde a la población sin duplicidades (Fuente: INSEE [Consultar]) |     |     |     |     |     |